# ルートヴィヒ・ブッセ
カール・ハインリヒ・アウグスト・ルートヴィヒ・ブッセ（Carl Heinrich August Ludwig Busse, 1862年9月27日、ブラウンシュヴァイク - 1907年9月13日）は、ドイツ出身の哲学者。
ブッセは東京帝国大学とドイツのハレ大学教授を歴任し、ヘルマン・ロッツェ派の形而上学を講じた（『哲学と認識論（Philosophie und Erkenntnistheorie）』、1894年）。すなわち、あらゆる主観的思考は必然的に、客観的な実在でもあり、あらゆる存在――原理、事実、価値――は、絶対的かつ神的な存在を究極の源泉としている、という説である。実体としての魂と、心身並行論を擁護したことでも知られる（『精神と身体、心と体（Geist und Körper, Seele und Lieb）』、1903年）。
教え子の一人・西田幾多郎は、ブッセについて下記のように回想している。
また、ブッセがドイツに帰国する際には、当時東京帝大英文科第三学年に在学中の夏目漱石がクラスを代表してブッセ宛に「別離の挨拶」を英文で認めている。

## 略歴[4]
- 1862年：　ドイツのブラウンシュヴァイクに生誕。
- ライプツィヒ大学、インスブルック大学、ベルリン大学に学ぶ。
- 1885年：　スピノザについての論文によりベルリン大学から博士号を授与される。
- 1887年～1892年：　東京帝国大学で哲学講師を務める。
- 1892年以降：　ドイツに帰国し、ケーニヒスベルク大学、ミュンスター大学、ハレ大学の教授を歴任。

## 著作
- Beiträge zur Entwicklungsgeschichte Spinoza's, 1885（ベルリン大学博士論文）
- 「ロッツェ氏倫理学一斑」、『哲学会雑誌』第12号、1888年
- "Streifzüge durch die japanische ethische Litteratur der Gegenwart", 1892, Mitteilungen der Deutschen Gesellschaft für Natur- und Völkerkunde Ostasiens 5.50 (1889-1892)
- Philosophie und Erkenntnistheorie, 1894
- Geist und Körper – Seele und Leib, 1903
- Die Weltanschauungen der grossen Philosophen der Neuzeit, 1905